# دفعة القاهرة (مسلسل)
دفعة القاهرة مسلسل تلفزيوني كويتي درامي.

## القصة
يتناول المسلسل قصص مجموعة من الطلاب والطالبات من الكويت، أثناء فترة دراستهم بالمرحلة الجامعية في مصر مع أول دفعة كويتية إلى القاهرة العام 1956، وما تعرضوا له خلال رحلتهم.

## طاقم العمل
| الممثل/ه       | اسم الشخصية   |
| -------------- | ------------- |
| فاطمة الصفي    | دلال          |
| نور الغندور    | اقبال / سبيكة |
| لولوة الملا    | نزهة          |
| مهند الحمدي    | ناصر          |
| نور الشيخ      | لولوة         |
| حمد أشكناني    | فهد           |
| خالد الشاعر    | عدنان         |
| مرام البلوشي   | لطيفة         |
| بشار الشطي     | يوسف          |
| رانيا منصور    | نادية         |
| محمد خليل      | سامي          |
| يعقوب عبد الله | طلال          |

## هوامش
- كان المسلسل يحمل اسم (القاهرة 56)، إلا إن بعد بدأ التصوير تقرر تغييره ليصبح (من الزمن الجميل)، إلا إنه مع الإعلان عن عرضه ظهر باسمه الجديد (دفعة القاهرة).

## وصلات خارجية
- صفحة مسلسل دفعة القاهرة على موقع السينما.كوم